# 长庆站
长庆站位于中华人民共和国湖南省长沙市岳麓区东方红路与枫林三路交叉口地下，是长沙地铁6号线的地铁车站，2022年6月28日开通。

## 车站周边
- 雷锋故居
- 雷锋纪念馆
- 雷锋文化主题公园
- 长沙绕城高速
- 枫林三路
- 湖南第一师范学院
- 湖南涉外经济学院